# اسم تام
الاسم التام هو الاسم الذي ينصب لتمامه أي لاستغنائه عن الإضافة، وتمامه بأربعة أشياء: بالتنوين أو ما يقوم مقامه من نوني التثنية والجمع أو يكون في أخره مضاف إليه.